# Anja Pfluger
Anja Pfluger (* 16. November 1993 in Ravensburg) ist eine ehemalige deutsche Fußballspielerin.

## Karriere
Pfluger begann beim Ravensburger Stadtteilverein TSV Eschach mit dem Fußballspielen und wechselte mit Beginn der D-Jugend und mit Ausnahmegenehmigung des DFB zum VfB Friedrichshafen, da dieser über keine Fußballabteilung der Mädchen verfügte.
Der A-Jugend entwachsen, wechselte sie 18-jährig zum FC Bayern München, für deren zweite Mannschaft sie von 2011 bis 2018 in der 2. Bundesliga Süd spielte und seit 2018 – Reform bedingt – in der eingleisigen 2. Bundesliga. Ihr Debüt im Seniorenbereich gab sie am 28. August 2011 (2. Spieltag) bei der 0:1-Niederlage im Heimspiel gegen den 1. FC Köln von Beginn an, bevor sie für Antonija Kotarac in der 79. Minute ausgewechselt wurde. Ihr erstes Pflichtspieltor erzielte sie am 23. Oktober 2011 (7. Spieltag) beim 2:0-Sieg im Heimspiel gegen den FV Löchgau mit dem Treffer per Foulelfmeter zum Endstand in der 73. Minute. Für die erste Mannschaft debütierte sie am 7. Oktober 2017 in der 2. Runde des DFB-Pokals beim 3:0-Sieg beim Drittligisten SV Alberweiler mit Einwechslung für Kristin Kögel zur zweiten Halbzeit. Ihr Bundesligadebüt gab sie am 29. September 2019 (5. Spieltag) beim 4:0-Sieg im Heimspiel gegen den MSV Duisburg mit Einwechslung für Lina Magull in der 61. Minute.
Zur Saison 2020/21 zum Zweitligisten 1. FC Köln gewechselt, bestritt sie 14 Punktspiele, in denen ihr ein Tor gelang, und zwei Pokalspiele. Als Meister aus der Gruppe Süd hervorgegangen, bestritt sie in der Folgesaison 19 Punktspiele in der Bundesliga und drei im nationalen Pokalwettbewerb. Zur Saison 2022/23 wurde sie vom Ligakonkurrenten SGS Essen für die Dauer von zwei Jahren verpflichtet. In dieser Zeit wurde sie in 38 Punktspielen eingesetzt und mit einer Ausdehnung ihrer Vertragslaufzeit um ein weiteres Jahr bestritt sie in ihrer letzten Saison, 2024/25, zwölf weitere Punktspiele. Die Hälfte ihrer 50 Punktspiele bestritt sie als Einwechselspielerin. Nach ihrem letzten Punktspiel am 11. Mai 2025 (22. Spieltag) bei der 0:3-Niederlage im Auswärtsspiel gegen den FC Bayern München beendete sie ihrer Spielerkarriere.